# Pas de deux

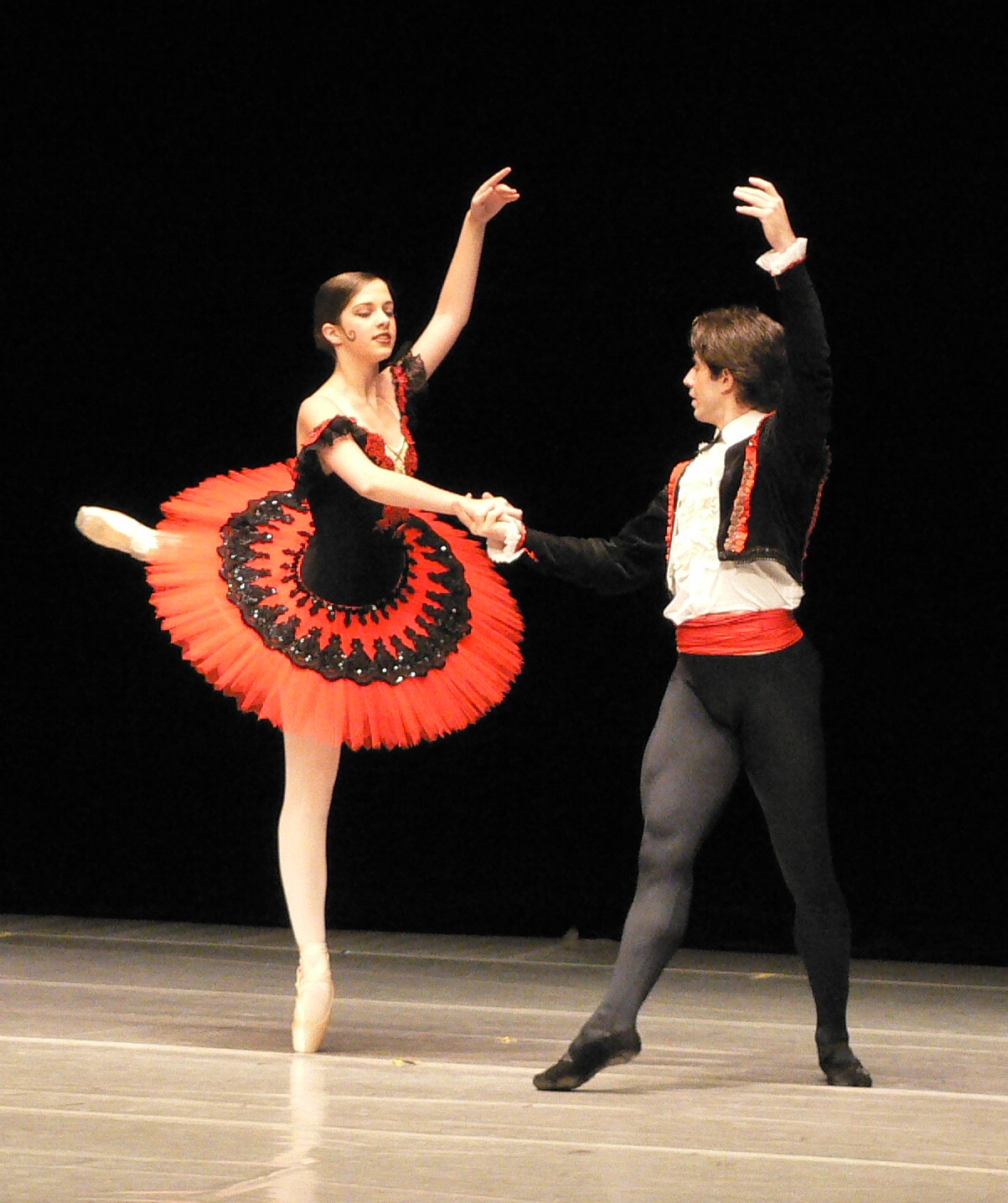
Grand Pas de deux a Don Quichotte című balettből.

A «pas de deux» (ejtsd: pádödő) kifejezés a táncban a résztvevők számára utal, nevezetesen két személyre. (Hasonlóan a ritkábban használt «pas de trois» (pádötroá) három, a «pas de quatre» (pádökátr) pedig négy személyre. A pas de deux kifejezés a 18. század közepén bukkant fel először.
Strukturáját Marius Petipa adta meg: adaggio, férfi-variáció, női variáció és kóda. A tradíció a 20. században is tovább élt pl. Maurice Béjart, George Balanchine, Akram Khan és Michèle Anne De Mey művészetében.
A koreográfusok manapság inkább a "duó" kifejezést használják, néhányan kitartanak a pas de deux kifejezés használata mellett, mint például Angelin Preljocaj.

## Néhány híres pas de deux
- A hattyúk tava, III. felvonás
- A diótörő, II. felvonás
- Csipkerózsika, III. felvonás (Pas de deux de l'Oiseau bleu)
- Don Quichotte, IV. felvonás (Grand Pas de deux)
- Romeo és Júlia, I. felvonás
- Anne Teresa De Keersmaeker: Fase, első (Piano Phase), harmadik (Come Out) és negyedik (Clapping Music) jelenet.

## Bibliográfia
- Richard Elis et Christine Du Boulay, Partnering - The fundamentals of pas de deux, Wyman & sons 1955
- Anton Dolin, Pas de deux - The Art of Partnering, Dover Publications 1969
- Kenneth Laws et Cynthia Harvey, Physics, Dance and the Pas de Deux, Schirmer books 1994
- Nikolaij Serebrennikov, Pas de deux, University Press of Florida, 2000
- Sylvain Lafortune, La Classification des portés en danse, 2002
- Gilbert Serres, Le pas de deux, les portés, Désiris, 2002
- Gilbert Serres, Grands portès de pas de deux, Désiris 2008